# Stanmore (métro de Londres)
Pour le quartier, voir Stanmore.
Stanmore est une station terminus de la Jubilee line du métro de Londres, en zone 5. Elle est située sur la London Road, à Stanmore, sur le territoire du borough londonien de Harrow.

## À proximité
- Stanmore